# Северный мост (компьютер)

Схематическое расположение северного моста на системной (материнской) плате

Северный мост (англ. north bridge) — системный контроллер (чип), являющийся одним из элементов чипсета материнской (системной) платы и отвечающий за работу центрального процессора (CPU) с ОЗУ (оперативной памятью, RAM), видеоадаптером и южным мостом.

## Описание
От параметров северного моста (тип, частота, пропускная способность) зависят параметры подключённых к нему устройств:
- параметры системной шины (например, Front Side Bus для Intel) и, косвенно, параметры процессора, а соответственно, степень, до которой компьютер может быть «разогнан»;
- параметры оперативной памяти, такие как тип (SDRAM, DDR или др.), максимальный объём, канальность и скорость;
- параметры видеоадаптера, в том числе тип шины для подключения внешнего адаптера (PCI, AGP, PCI Express).

Во многих случаях по параметрам северного моста также выбирают шины (PCI, PCI Express и др.), позволяющие расширить возможности компьютера[уточнить].
Северный мост соединён с центральным процессором с помощью Front Side Bus. Южный мост, в свою очередь, подключён к северному мосту для обмена информацией с процессором.

## Происхождение названия
Контроллер назван «северным» благодаря «географическому» расположению в верхней части системной (материнской) платы настольного ПК, расположен обычно чуть ниже ЦПУ и представляет собой квадратную или прямоугольную микросхему, на которой установлен радиатор охлаждения (впрочем, на очень старых материнских платах может и не иметь охлаждения), иногда с вентилятором. В ноутбуках также всегда имеется северный мост, иногда имеет собственный термоинтерфейс, то есть специально предназначенный тепловой контакт с трубкой системы охлаждения ноутбука. 
В терминологии Intel обозначается как MCH — контроллер-концентратор памяти (англ. Memory Controller Hub). При использовании встроенного в северный мост видеоадаптера называется GMCH (от англ. Chipset Graphics and Memory Controller Hub).

## Эволюция
Общее направление в дизайне процессоров шло к реализации всё большего количества функций меньшим набором компонентов. Это позволяло снижать общую стоимость материнских плат и улучшало производительность. Так, контроллер памяти, отвечавший за общение ЦПУ с оперативной памятью, был перемещен на кристалл процессора в процессорах AMD, начиная с AMD64 (2004 год), а в процессорах Intel — начиная с архитектуры Nehalem (ноябрь 2008 года). Благодаря переносу северного моста внутрь процессора уменьшились задержки при обращении процессора к памяти, а также количество активных компонентов системной (материнской) платы, из-за чего упростилось её проектирование.
В микроархитектуре Intel Sandy Bridge (2011 год) северный мост был полностью заменён «системным агентом» (system agent), который фактически выполнял все функции северного моста и при этом был интегрирован в кристалл процессора, находясь на одной подложке вместе с ядрами процессора, контроллером памяти и графическим процессором. Эта схема впервые была использована в микроархитектуре Westmere (2010 год) и получила дальнейшее развитие в Sandy Bridge.